# Пикколо (денежная единица)
Пикколо, пикчоло, малый денарий (итал. piccolo) — название денежной единицы ряда средневековых итальянских государств.
Впервые появился в Венецианской республике при доже Себастиано Дзиани (1172—1178). Являлся денежной единицей государства в течение нескольких десятилетий до правления Энрико Дандоло (1192—1205) включительно. Впоследствии венецианская мелкая серебряная монета получила название багатино.
Пикколо получил широкое распространение в средневековых итальянских государствах XIV—XV столетий. Монеты различных городов получили собственные название. К примеру пикколо бианко чеканили при Людовике I Савойском (1434—1465), пикколо провизино весом в 0,68 г в Риме, пикколо равиньяно (1⁄24 гроссо) в Равенне, пикколо наполетано в Неаполе. Впоследствии эти монеты стали выпускать из меди.
Во второй половине XVI столетия пикколо равное 1⁄6 грано продолжали выпускать в Сицилии и на Мальте. В дальнейшем пикколо оставалось названием счётной денежной единицы равной 1⁄1440 скудо.